# Острожац (Цазин)
Острожац је насељено мјесто у Босни и Херцеговини, у граду Цазину, које административно припада Федерацији Босне и Херцеговине. Према попису становништва из 2013. у насељу је живјело 2.126 становника.

## Становништво
| Националност       | 1991.          | 1981.          | 1971.          |
| Муслимани          | 1.783 (98,89%) | 1.732 (98,68%) | 1.400 (98,17%) |
| Срби               | 2 (0,11%)      | 2 (0,11%)      | 10 (0,70%)     |
| Хрвати             | 1 (0,05%)      | 2 (0,11%)      | 11 (0,77%)     |
| Југословени        | 10 (0,55%)     | 14 (0,79%)     | 0              |
| остали и непознато | 7 (0,38%)      | 5 (0,28%)      | 5 (0,35%)      |
| Укупно             | 1.803          | 1.755          | 1.426          |